# Mike Teunissen
Mike Teunissen (Ysselsteyn, 25 augustus 1992) is een Nederlands wielrenner en veldrijder die anno 2025 rijdt voor XDS Astana Team.

## Carrière
Hij begon in 2002 met wielrennen. Na een aantal eerder successen, zoals een derde plaats op het Nederlands kampioenschap op de weg, een tweede plaats op het NK veldrijden, en een vierde plaats op het Europees kampioenschap veldrijden voor junioren in 2009, deed Teunissen op 30 januari 2011 van zich spreken tijdens het wereldkampioenschap veldrijden bij de beloften. Hij werd hier tweede, na Lars van der Haar. In 2012 werd hij Europees kampioen bij de beloften. In 2013 volgde hij Van der Haar op als wereldkampioen bij de beloften.
Op 6 juli 2019 won Teunissen de eerste etappe van de Ronde van Frankrijk 2019 in Brussel. Daarmee werd hij de eerste Nederlandse geletruidrager na Erik Breukink in 1989. Na de ploegentijdrit op de tweede dag van de Ronde behield Teunissen de gele trui. Hij verloor deze in de derde etappe. 
In 2022 reed hij één dag in de rode leiderstrui in de Vuelta van 2022, door deze over te nemen van Robert Gesink. Hij verloor deze in de derde etappe aan zijn ploeggenoot Edoardo Affini. 
Teunissen is lid van Wielervereniging Schijndel.

## Overwinningen

### Veldrijden
| Seizoen   | Wereldbeker | Superprestige        | DVV Trofee | WK       | EK       | NK       | Overige  | Totaal aantal zeges |
| Junioren  | Junioren    | Junioren             | Junioren   | Junioren | Junioren | Junioren | Junioren | Junioren            |
| --------- | ----------- | -------------------- | ---------- | -------- | -------- | -------- | -------- | ------------------- |
| 2008-2009 |             |                      |            | DNS      | 18e      | 11e      |          | 0                   |
| 2009-2010 |             | Diegem               |            |          | 4e       | ↑        |          | 1                   |
| Totaal    | 0           | 1                    | 0          | 0        | 0        | 0        | 0        | 1                   |
| Beloften  |             |                      |            |          |          |          |          |                     |
| 2010-2011 |             |                      |            | ↑        |          | ↑        |          | 0                   |
| 2011-2012 |             | Hamme-Zogge          |            | 7e       | ↑        | 10e      |          | 1                   |
| 2012-2013 | Tábor       | Ruddervoorde, Diegem |            | ↑        | ↑        | ↑        |          | 4                   |
| 2013-2014 |             | Zonhoven             |            | 11e      | DNS      | ↑        |          | 1                   |
| Totaal    | 1           | 4                    | 0          | 1        | 0        | 0        | 0        | 6                   |

### Wegwielrennen
2010
2e etappe Luik-La Gleize
2012
Slag om Norg
Ronde van Midden-Brabant
2013
Baronie Breda Classic
Hel van Voerendaal
2014
Parijs-Roubaix, Beloften
Jongerenklassement Boucles de la Mayenne
Baronie Breda Classic
Parijs-Tours, Beloften
2015 (2 overwinningen)
Proloog Ronde van de Ain
GP Raf Jonckheere
2019 (5 overwinningen)
5e en 6e etappe Vierdaagse van Duinkerke
Eind- en puntenklassement Vierdaagse van Duinkerke
1e etappe Hammer Series Stavanger (ploegentijdrit)
Eindklassement Hammer Series Stavanger
Eindklassement Ster ZLM Toer
1e en 2e etappe (ploegentijdrit) Ronde van Frankrijk
2022 (1 overwinning)
1e etappe Ronde van Spanje (ploegentijdrit)
2023 (2 overwinningen)
1e etappe Ronde van Noorwegen
3e etappe Renewi Tour

## Resultaten in voornaamste wedstrijden
| Jaar | Ronde van Italië | Ronde van Frankrijk | Ronde van Spanje |
| ---- | ---------------- | ------------------- | ---------------- |
| 2015 |                  |                     | 104e             |
| 2016 |                  |                     |                  |
| 2017 |                  | 129e                |                  |
| 2018 |                  |                     | 109e             |
| 2019 |                  | 101e (1)            |                  |
| 2020 |                  |                     |                  |
| 2021 |                  | 76e                 |                  |
| 2022 |                  |                     | 91e              |
| 2023 |                  | 103e                |                  |
| 2024 |                  | 93e                 |                  |
| 2025 |                  | 80e                 |                  |

| Jaar | Milaan-San Remo | Gent-Wevelgem | Ronde van Vlaanderen | Parijs-Roubaix | Amstel Gold Race | Luik-Bast.‑Luik | Omloop Het Nieuwsblad | Parijs-Tours | Dwars door Vlaanderen |  | WK op de weg |  | Wereldranglijsten |
| ---- | --------------- | ------------- | -------------------- | -------------- | ---------------- | --------------- | --------------------- | ------------ | --------------------- |  | ------------ |  | ----------------- |
| 2015 |                 |               |                      |                |                  | opgave          |                       | 9e           | opgave                |  |              |  |                   |
| 2016 |                 | 68e           | 56e                  | 45e            | opgave           |                 | 33e                   | 20e          | 9e                    |  |              |  |                   |
| 2017 |                 | 79e           | 81e                  | 49e            |                  |                 | 12e                   | 9e           | 16e                   |  |              |  | 175e (UWT)        |
| 2018 |                 | 34e           | 18e                  | 11e            | opgave           |                 |                       |              | ↑                     |  |              |  | 88e (UWT)         |
| 2019 | 18e             | 25e           | 31e                  | 7e             |                  |                 | 33e                   |              | 18e                   |  | 36e          |  | 26e (UWR)         |
| 2020 |                 | 18e           |                      |                |                  |                 | 6e                    |              |                       |  |              |  |                   |
| 2021 |                 |               |                      | 84e            |                  |                 |                       |              |                       |  | 22e          |  |                   |
| 2022 |                 | 51e           | 19e                  | 20e            | 44e              |                 | 24e                   | 56e          | 28e                   |  |              |  |                   |
| 2023 | 89e             | 91e           |                      | 17e            |                  |                 | 11e                   | 28e          |                       |  |              |  |                   |
| 2024 | 61e             | 57e           | 25e                  | 22e            |                  |                 | 13e                   | 4e           | 19e                   |  |              |  |                   |
| 2025 | 11e             | 16e           | 12e                  | 16e            |                  |                 | 19e                   |              | 45e                   |  |              |  |                   |

### Resultaten in kleinere rondes
| Jaar | Tour Down Under | Parijs-Nice | Tirreno-Adriatico | Ronde van Californië | Critérium du Dauphiné | Ronde van Zwitserland | Ronde van Polen | Benelux Tour | Ronde van Guangxi |
| ---- | --------------- | ----------- | ----------------- | -------------------- | --------------------- | --------------------- | --------------- | ------------ | ----------------- |
| 2015 |                 |             |                   | 66e                  |                       | 100e                  |                 |              |                   |
| 2016 |                 |             | 79e               | 37e                  | 123e                  |                       |                 |              |                   |
| 2017 |                 |             | 62e               | 53e                  |                       | 64e                   |                 | 23e          | 22e               |
| 2018 | 54e             | opgave      |                   | 68e                  | 80e                   |                       | opgave          |              |                   |
| 2019 |                 | 55e         |                   |                      |                       |                       |                 | 6e           |                   |
| 2020 |                 |             | 102e              |                      |                       |                       |                 | 8e           |                   |
| 2021 |                 |             |                   |                      |                       | 35e                   |                 | 10e          |                   |
| 2022 |                 | opgave      |                   |                      |                       | opgave                | opgave          |              |                   |
| 2023 |                 |             | 60e               |                      |                       | opgave                |                 | 5e (1)       |                   |
| 2024 |                 |             | 57e               |                      |                       |                       |                 |              |                   |
| 2025 |                 | 52e         |                   |                      |                       |                       |                 |              |                   |

(*) tussen haakjes aantal individuele etappe-overwinningen

## Ploegen
- 2013 –  Rabobank Development Team
- 2014 –  Rabobank Development Team
- 2015 –  Team LottoNL-Jumbo
- 2016 –  Team LottoNL-Jumbo
- 2017 –  Team Sunweb
- 2018 –  Team Sunweb
- 2019 –  Team Jumbo-Visma
- 2020 –  Team Jumbo-Visma
- 2021 –  Team Jumbo-Visma
- 2022 –  Team Jumbo-Visma
- 2023 –  Intermarché-Circus-Wanty
- 2024 –  Intermarché-Wanty
- 2025 –  XDS Astana Team

van Baarle ·
Bosman ·
Bovenhuis ·
van Dongen ·
Dolfsma ·
van Empel ·
Godrie ·
van der Haar ·
Hofstede ·
Korevaar · 
van der Lijke ·
Minnaard ·
Olivier ·
Slik ·
Teunissen ·
van Trijp ·
Tusveld ·
Wubben ·
Zabel ·
Zepuntke ·
Meijers (stagiair) ·
Roosen (stagiair) 
Bol · Budding · Dolfsma · van Dongen · van Empel · Gerts · Godrie · Havik · Hofstede · Honingh · Korevaar · Lindeman · Looij · Meijers · Oomen · Roosen · Slik · Teunissen · van Trijp · Tusveld
Bennett · Bulgaç · De Weert · Flens · Gesink · Goos · Hofland · Keizer · Kelderman · Kruijswijk · Leezer · Lindeman · Markus · Martens · Roosen · Tankink · Teunissen · ten Dam · Tjallingii · Van Asbroeck · van der Lijke · van Emden · Vanmarcke · van Winden · Wagner · Wynants · Bouwman (stagiair) · Castelijns (stagiair) · Lammertink (stagiair)
Battaglin · Bennett · Bouwman · Campenaerts · Castelijns · van Emden · Gesink · Goos · Groenewegen · Hofland · Keizer · Kelderman · Kruijswijk · Lammertink · Leezer · Lindeman · Martens · Roglič · Roosen · Tankink · Teunissen · Tjallingii · Van Asbroeck · Vanmarcke · Vermeulen · Wagner · van Winden · Wynants
Andersen · Arndt · Barguil · Bauhaus · Curvers · Ten Dam · De Backer · Dumoulin   · Fröhlinger · Geschke · Haga · Hamilton · Hofstede · Kämna · Kelderman · Lunke · Matthews · Oomen · Preidler · Sinkeldam · Stamsnijder · Teunissen · Timmer · Waeytens · Walscheid · Kanter (stagiair) · Rohde (stagiair)
Andersen · Arndt · Bauhaus · Curvers · ten Dam · Dumoulin   · Fröhlinger · Geschke · Haga · Hamilton · Hindley · Hofstede · Kämna · Kelderman · Matthews · Oomen · Stamsnijder · Storer · Teunissen · Theuns · Tusveld · Vervaeke · Walscheid
Van Aert · Bennett · Bouwman · De Plus · Dumoulin · Eenkhoorn · Foss · Gesink · Groenewegen · Harper · Hofstede · Jansen · Kruijswijk · Kuss · Leezer · Lindeman · Martens · Martin · Pfingsten · Roglič   · Roosen · Teunissen · Tolhoek · Van der Hoorn · Van Emden · Vingegaard · Wynants
Van Aert · Affini · Bennett · Bouwman · Dekker · van Dijke (vanaf 5 september) · Dumoulin · Eenkhoorn · Van Emden · Foss · Gesink · Groenewegen · Harper · Hofstede · Van Hooydonck · Kooij (vanaf 18 februari) · Kruijswijk · Kuss · Leemreize · Martens (t/m 30 mei) · Martin · Oomen · Pfingsten · Roglič   · Roosen · Teunissen · Tolhoek · Vingegaard · Wynants (t/m 4 april)
Affini · Benoot · Bouwman · Dekker · Dennis · Dumoulin (tot 15/8) · Eenkhoorn · Foss   · Gesink · Harper · Hessmann · Hofstede · Kooij · Kruijswijk · Kuss · Laporte · Leemreize · Oomen · Roglič   · Roosen · Teunissen · Vader · Van Aert · Van der Sande · M. van Dijke · T. van Dijke · Van Emden · Van Hooydonck · Vingegaard · Gloag (stagiair)
Bonifazio · Bystrøm · Calmejane · Costa · De Gendt · De Pooter · Girmay · Goossens · Herregodts · Huys · Johansen · Marit · Meintjes · Mihkels · Page · Paquot · Petilli · Petit · Planckaert · Rex · Rota · Smith · Taaramäe · Teunissen · Thijssen · van der Hoorn · van Poppel · Vliegen · Zimmermann
Braet · Busatto · Calmejane · Colleoni · De Pooter · Faure Prost · Girmay · Goossens · Herregodts · Kuypers(vanaf 4/4) · Marit · Meintjes · Mihkels · Page · Paquot · Petilli · Petit · Planckaert · Rex · Rota · Smith · Taaramäe · Teunissen · Thijssen · van der Hoorn · Van Hoecke · van Poppel · van Sintmaartensdijk · Zimmermann · Dolven(stagiair)